# Ignatius Michael III. Jarweh

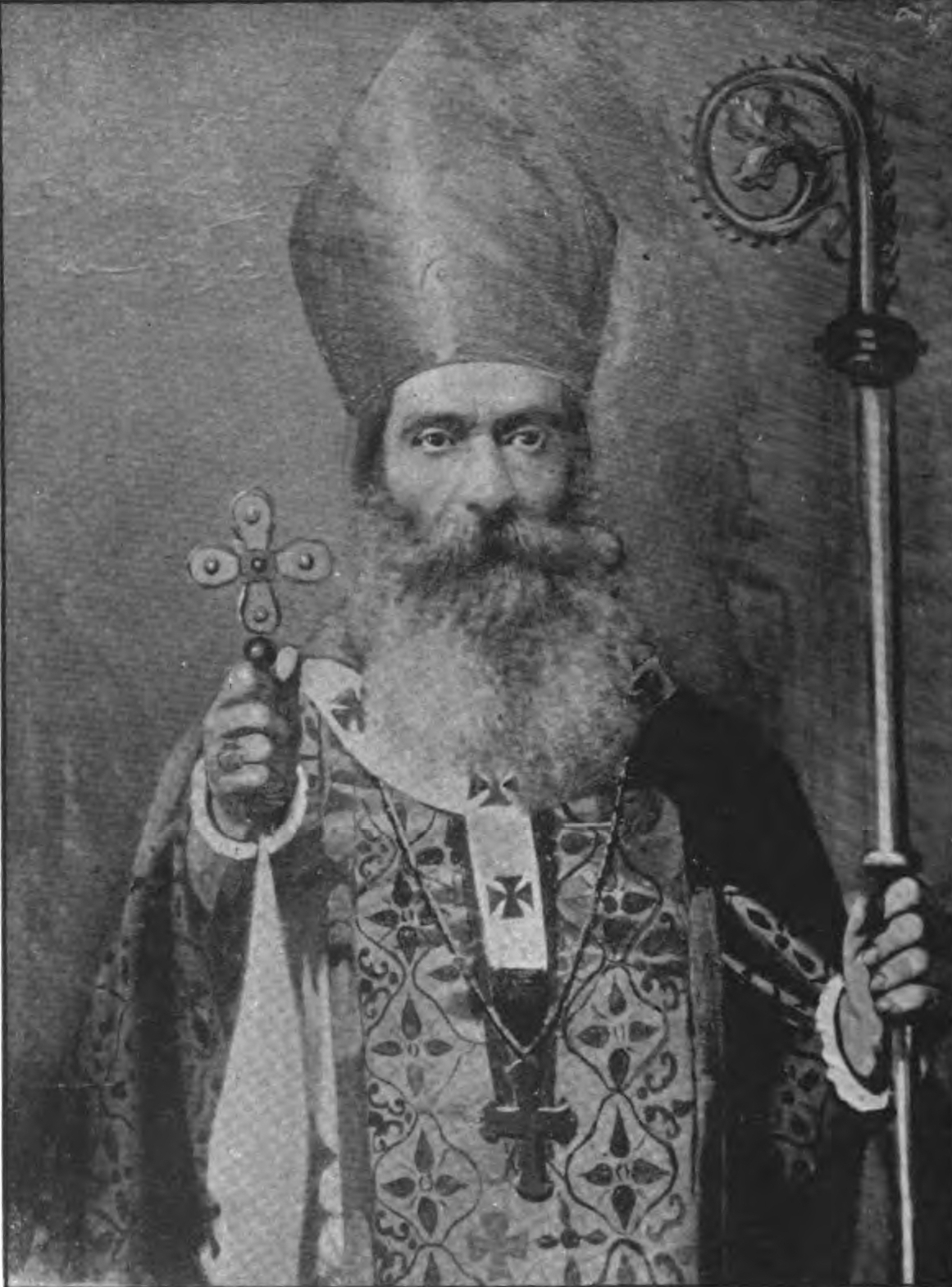
Ignatius Michael III. Jarweh

Mar Ignatius Michael III Jarweh ibn Ni'matallah (* 3. Januar 1730 in Aleppo; † 4. September 1800) war syrisch-orthodoxer Bischof von Aleppo und vom 22. Januar 1783 bis zum 4. September 1800 Patriarch von Antiochien der syrisch-katholischen Kirche.
Der syrisch-orthodoxe Bischof von Aleppo legte 1782 ein katholisches Glaubensbekenntnis ab und wurde 1784 zum Patriarchen von Antiochien der Syrer gewählt. Nachdem sich ihm im Kloster Zafaran drei Bischöfe angeschlossen hatten, erhielt er die Bestätigung seiner Wahl durch Rom. Nach einer Sedisvakanz seit dem Tod von Ignatius Pierre VI. Chaahbadine im Februar 1702 war Ignatius Michael III. Jarweh der erste syrisch-katholische Patriarch von Antiochien. Die orthodoxe Seite wählte einen eigenen Patriarchen, der sogleich die Anerkennung des osmanischen Sultans erlangte. Der katholische Patriarch floh zunächst nach Bagdad und dann in den Libanon, wo er sich nördlich von Beirut im Kloster Charfe dauerhaft niederließ.
Nach seiner Exkommunikation plünderte er die Bibliothek des syrisch-orthodoxen Patriarchats von Antiochien im Kloster Zafaran. Alle syrischen Handschriften, die sich heute in Charfe (Libanon) befinden, sind frühere Bestände des Klosters Zafaran.